# Brjanka
Brjanka (ukrainsk: Брянка) er en by i Luhansk oblast (region) i Ukraine. Den er regnet  som en by af regional betydning. Den ligger mellem byerne Kadiivka og Alchevsk. I 2021 havde byen  44.987 indbyggere.
Siden 2014 har Brjanka været under effektiv kontrol af den selvudråbte Folkerepublikken Lugansk.

## Demografiske data
I den Ukrainske folketælling af 2001 var fordelingen:

### Etnicitet
- Ukrainere: 54.9%
- Russere: 42.7%
- Hviderussere: 0.8%

### Sprog
- Russisk: 87.01%
- Ukrainsk: 12.65%
- Hviderussisk: 0.09%